# Ван де Вейвере, Алоис
Алоис Жан Мария Жозеф ван де Вейвере (нидерл. Aloys Jean Maria Joseph van de Vyvere; 8 июня 1871 — 22 октября 1961) — бельгийский католический политический деятель, премьер-министр Бельгии с 13 мая по 17 июня 1925 года.
Ван де Вейвере изучал право и философию, работал адвокатом в Генте, занимал место в региональном собрании с 1909 до 1911 года. После этого он был избран в Палату представителей бельгийского парламента. 25 февраля 1920 года он стал соучредителем нефтяной компании Compagnie Financière Belge des Pétroles (Petrofina) вместе с Фернандо и Эктором Калье.
В период с 1911 до 1926 года постоянно занимал министерские посты, начиная с должности министра сельского хозяйства и общественных работ (1911—1912), затем — министра железной дороги и почты (1912—1914), финансов (1914—1918), экономики (1920—1924) и вернулся на пост министра сельского хозяйства (1925—1926).
Возглавив правительство в 1925 году, столкнулся с политическим кризисом как в партии, так и в кабинете министров, поэтому его правительство просуществовало всего месяц.
Оставил политику в 1926 году, после чего работал в бизнесе. Умер в Париже в 1961 году.